# Franz Scheider
Franz Scheider (* 13. Dezember 1913 in München; † 9. Juni 1944 in Amaliada) war ein deutscher Widerstandskämpfer, KPD-Mitglied und NS-Opfer.

## Leben

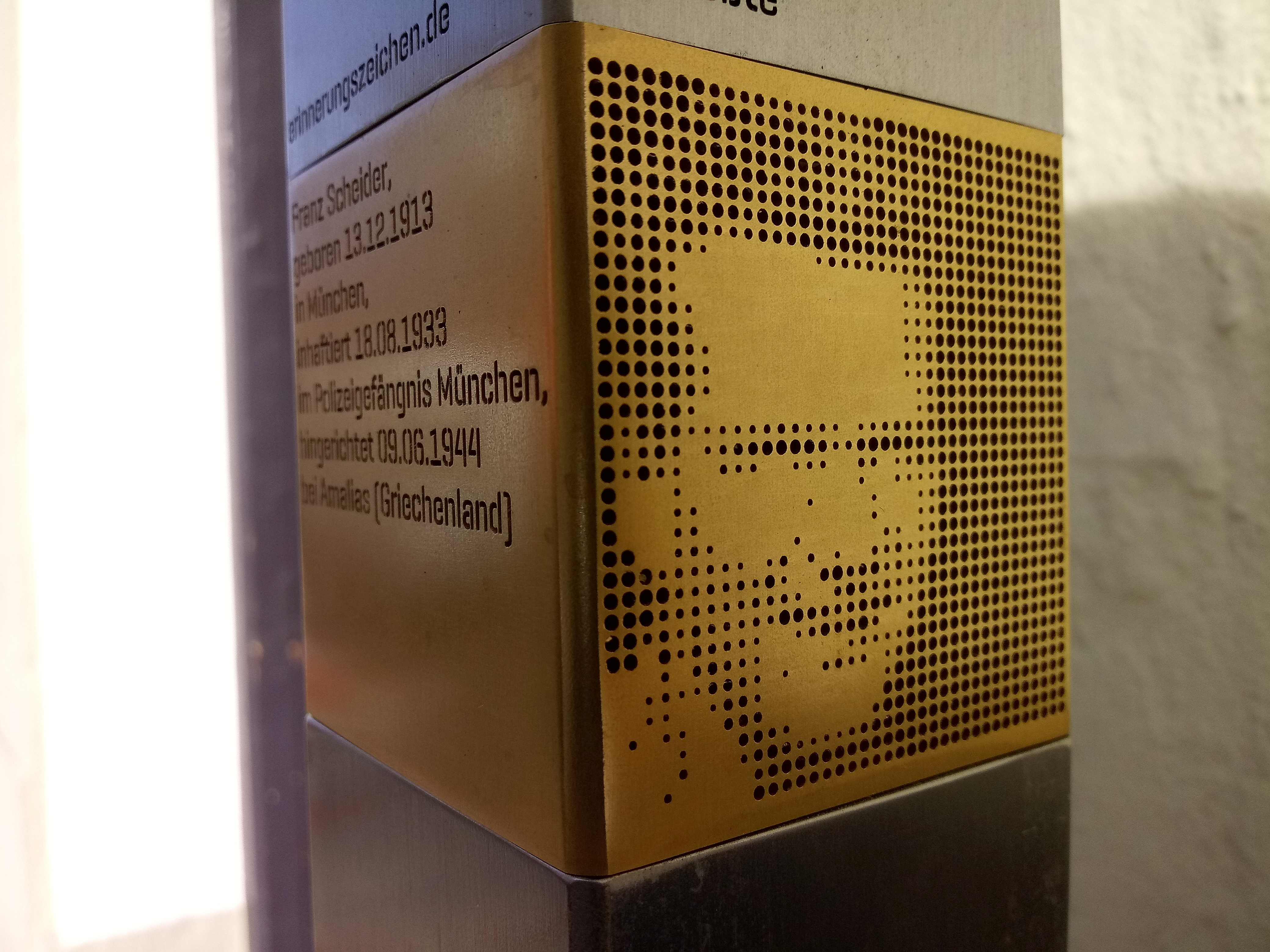
Erinnerungszeichen für Franz Scheider vor der Belgradstraße 16 in München-Schwabing

Franz Scheider stammte aus einer Arbeiterfamilie in der Belgradstraße 16 in München-Schwabing. Er absolvierte eine Lehre als Maschinenschlosser und besuchte eine Weiterbildung zum Maschinenbauingenieur. Bereits als Lehrling engagierte er sich im Deutschen Metallarbeiter-Verband, wurde 1929 Mitglied des Kommunistischen Jugendverbandes (KJVD) und trat kurze Zeit später der KPD und der „Kampfgemeinschaft für Rote Sport-Einheit“ (Rotsport) bei, in dessen Leitung er 1932 als südbayerischer Organisationsleiter unter Georg Frühschütz mitarbeitete. In seiner Freizeit war Scheider in der „Naturfreundejugend“ und der „Freien Turnerschaft Schwabing“ bis zu deren Auflösung im Frühjahr 1933 aktiv.
Nach der „Machtergreifung“ durch die Nationalsozialisten flüchtete Scheider zusammen mit Freunden in das bayerische Oberland bei Lenggries und später nach Wien, wo er wegen Passvergehens in die Tschechoslowakei ausgewiesen wurde. Mitte Juni 1933 kehrte er nach München zurück und wurde Mitglied einer Widerstandsgruppe. Er versuchte, Rotsport als illegale Organisation wieder zu reaktivieren, was ihm jedoch nicht gelang. Im Juli 1933 konnte er sich der Vernehmung wegen des Verdachts auf Hehlerei durch Flucht aus der Wohnung seiner Eltern entziehen und kampierte für drei Wochen beim Starnberger- und Ammersee. Nachdem er mit anderen KPD-Mitgliedern in einer illegalen Druckerei in der Rottenbucher Straße in München-Obersendling über 1.000 Exemplare der KPD-Zeitung Neue Zeitung fertiggestellt hatte, wurde die Druckerei am 10. August 1933 von der Polizei ausgehoben. Scheider wurde am Abend des 18. August 1933 verhaftet, im Polizeipräsidium verhört und anschließend ins KZ Dachau gebracht. Am 15. Mai 1934 verurteilte ihn das Oberlandesgericht München zusammen mit sieben weiteren Angeklagten wegen „Vorbereitung eines hochverräterischen Unternehmens“ zu zwei Jahren und drei Monaten Zuchthaus, die er in den Strafanstalten Amberg und Straubing verbüßen musste. Im Mai 1936 wurde Scheider aus der Haft entlassen und fand eine Anstellung als Heizungsmonteur. Im Dezember 1939 heiratete er die Damenschneiderin Dorothea Ettmeier, die er bei Rotsport und dem KJVD kennengelernt hatte.
Wegen zunehmenden Mangels an Soldaten wurden auch verurteilte NS-Regimegegner zum Kriegsdienst eingezogen. Kurz nach der Geburt seiner Tochter Christine kommandierte man Scheider am 1. Dezember 1942 zur Strafdivision 999 ab, die vorwiegend aus Männern bestand, die noch keinen Wehrdienst geleistet hatten, weil sie als „wehrunwürdig“ galten. Schieder wurde nach Griechenland geschickt, wo er auf dem Peloponnes gegen Partisanen kämpfen sollte. Dort gelangte er in den Besitz eines Flugblatts von deutschen Soldaten, die zu den griechischen Partisanen desertiert waren. Das Flugblatt, das die Aufforderung enthielt, gruppenweise überzulaufen und die Offiziere zu entwaffnen, reichte er an gleichgesinnte Kameraden weiter.
Scheider und fünf weitere Soldaten wurden denunziert und vom Feldkriegsgericht der 41. Festungsdivision angeklagt. Das Gericht stellte fest: „Die Weitergabe des Flugblatts und die gemeinsamen Äußerungen der Soldaten, sie wollten sich im Falle eines Feindangriffes nicht wehren und Blutvergießen vermeiden, stellen Handlungen dar, die dem Feind Vorschub leisten.“ Alle sechs angeklagten Soldaten wurden am 4. Juni 1944 zum Tode verurteilt: Hermann Bode und Franz Scheider wegen „Kriegsverrats“, der Schütze Willi Dehmel wegen „Zersetzung der Wehrkraft in Tateinheit mit Nichtanzeige eines Kriegsverrats“, der Obergefreite Hans Juchelka sowie die Schützen Rudolf Kalb und Heinrich Warnken wegen „Nichtanzeige eines Kriegsverrats“. In der Urteilsbegründung hieß es: „Die Handlungsweise der Angeklagten Bode und Scheider stellt einen gemeinen und äußerst gefährlichen Verrat dar. Ein Weitergreifen dieses Verrats mußte unter allen Umständen verhindert werden.“ Die anderen Soldaten hätten durch die Nichtanzeige „gegen ihre Pflichten als deutsche Soldaten auf das Schwerste verstoßen“... „Hinzu kommt, daß sich die Vorgänge in der Bewährungstruppe abgespielt haben und daß mit Rücksicht auf die Zusammensetzung dieser Truppe in besonders scharfem Maße vorgegangen werden muß.“
Alle sechs Soldaten wurden am 9. Juni 1944 bei Amaliada hingerichtet und auf dem dortigen Gemeindefriedhof bestattet. Im Juni 1944 veröffentlichte die Ortsgruppe Amaliada der Kommunistischen Partei Griechenlands ein Flugblatt an die Bevölkerung Amaliadas und Umgebung zum Andenken an die hingerichteten Verschwörer und legte Blumen und einen Kranz am gemeinsamen Grab nieder. Das Gericht informierte Dorothea Scheider über die Hinrichtung und untersagte ihr ausdrücklich die Veröffentlichung einer Todesanzeige.
Nach Kriegsende heiratete Dorothea Scheider erneut.

## Gedenken
Am 9. Juni 2023 wurde ein Erinnerungszeichen vor seinem Wohnhaus in der Belgradstrasse 16 angebracht.